# Challenger de Túnez 2023
El torneo Tunis Open 2023 fue un torneo de tenis perteneciente al ATP Challenger Tour 2023 en la categoría Challenger 75. Se trató de la 13ª edición; el torneo tuvo lugar en la ciudad de Túnez (Túnez), desde el 15 hasta el 20 de mayo de 2023 sobre pistas de tierra batida al aire libre.

## Jugadores participantes del cuadro de individuales
| Favorito | País                            | Jugador                | Rank1 | Posición en el torneo    |
| -------- | ------------------------------- | ---------------------- | ----- | ------------------------ |
| 1        | Bandera de Croacia              | Borna Gojo             | 102   | Semifinales              |
| 2        | Bandera del Reino Unido         | Liam Broady            | 138   | Primera ronda            |
| 3        | Bandera de Chile                | Tomás Barrios          | 143   | Segunda ronda            |
| 4        | Bandera de Alemania             | Maximilian Marterer    | 148   | Cuartos de final, retiro |
| 5        | Bandera de Argentina            | Thiago Agustín Tirante | 150   | Segunda ronda            |
| 6        | Bandera de Portugal             | João Sousa             | 156   | Primera ronda            |
| 7        | Bandera de Italia               | Mattia Bellucci        | 165   | Primera ronda            |
| 8        | Bandera de Bosnia y Herzegovina | Damir Džumhur          | 172   | Cuartos de final         |

- 1 Se ha tomado en cuenta el ranking del 8 de mayo de 2023.

### Otros participantes
Los siguientes jugadores recibieron una invitación (wild card), por lo tanto ingresan directamente al cuadro principal (WC):
- Aziz Dougaz
- Malek Jaziri
- Aziz Ouakaa

Los siguientes jugadores ingresan al cuadro principal tras disputar el cuadro clasificatorio (Q):
- Jesper de Jong
- Shintaro Mochizuki
- Daniel Rincón
- Sho Shimabukuro
- Alexander Weis
- Damien Wenger

## Campeones

### Individual Masculino
- Sho Shimabukuro derrotó en la final a  Geoffrey Blancaneaux, 6–4, 6–4

### Dobles Masculino
- Théo Arribagé /  Luca Sanchez derrotaron en la final a  James McCabe /  Aziz Ouakaa, 4–6, 6–3, [10–5]